# Ignaz Stein

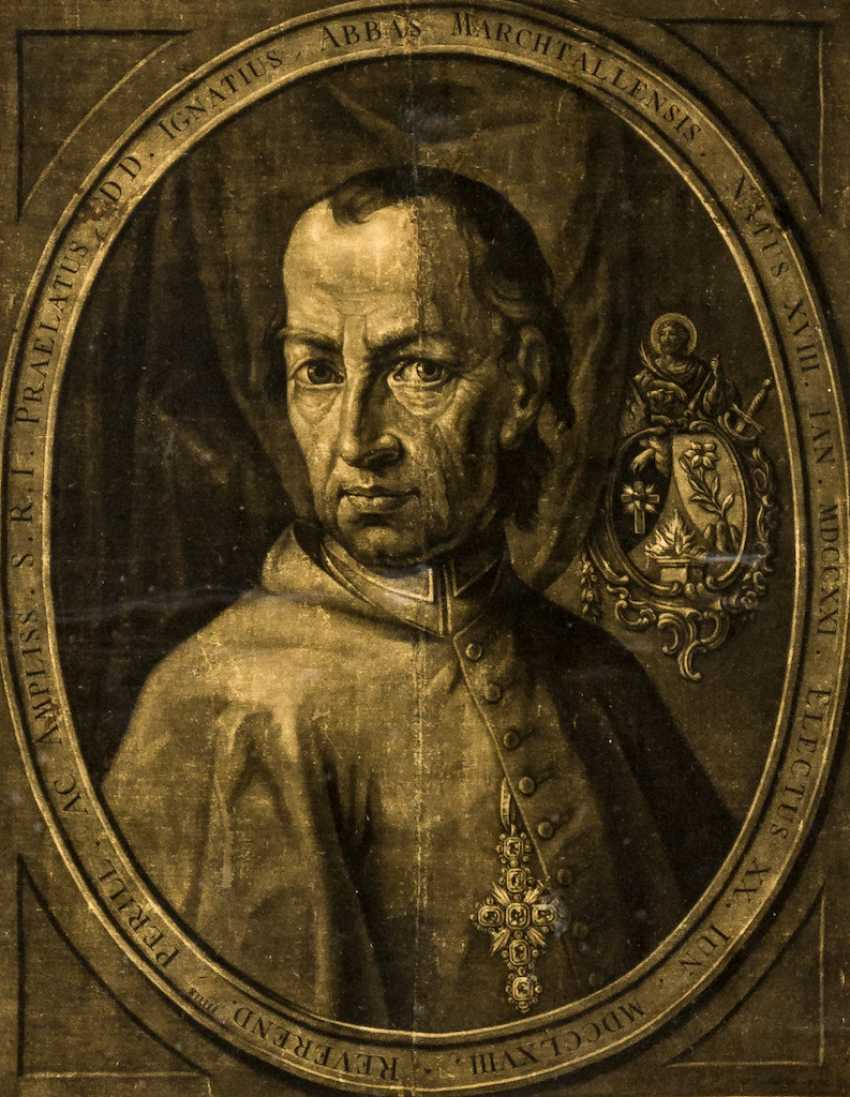
Abt Ignaz Stein von Obermarchtal

Ignaz Stein (* 18. Januar 1721 in Rottenburg am Neckar; † 1. April 1772 in Obermarchtal), mit bürgerlichem Vornamen ursprünglich Sebastian Stein, war von 1768 bis 1772 Abt der Reichsabtei Obermarchtal in Oberschwaben. Seine Amtszeit war geprägt durch bauliche Aktivitäten im Übergang vom Barock zum Klassizismus sowie durch eine ungewöhnlich empathische Haltung in sozialen Fragen.
Ignaz Stein entstammte einer Rottenburger Bäcker- und Metzgerfamilie; er war einer von 14 Kindern des Josef Stein und der Anna Maria, geb. Wild, ebenfalls aus Rottenburg.

## Leben
Stein besuchte das Jesuitengymnasium in Rottenburg am Neckar und trat anschließend als Novize in das Prämonstratenserstift Obermarchtal ein. Nach verschiedenen innerklösterlichen Ämtern wurde er 1768 zum Abt gewählt und trat die Nachfolge von Abt Edmund II. Sartor an.

## Wirken
Während seiner Amtszeit ließ Stein das Torhaus der Klosteranlage Obermarchtal errichten. Das Bauwerk gilt als eines der letzten größeren Gebäude der Abtei und zeigt bereits deutliche klassizistische Elemente.
Im Mai 1771 hielt sich eine Tochter von Maria Theresia im Stift auf. Als Anerkennung für die Gastfreundschaft überreichte die Kaiserin Stein ein Pektorale (Brustkreuz) sowie einen mit Diamanten und roten Steinen besetzten Ring.
Stein gestattete außerdem die kirchliche Bestattung eines Selbstmörders auf dem Gemeindefriedhof, was zeitgenössisch als Ausdruck einer aufgeklärten Haltung gewertet wurde.

## Krankheit und Tod
Stein litt an einer schweren chronischen Erkrankung. Zeitgenossen beschrieben ihn als Mann, der „nachfühlen konnte, was es bedeutet, Schmerzen bis zur Grenze des Wahnsinns zu ertragen“. Er starb am 1. April 1772 in Obermarchtal und wurde dort bestattet.

## Nachwirkung
Das von Stein errichtete Torhaus ist bis heute ein markantes Bauwerk der Klosteranlage und steht unter Denkmalschutz.